# Иван Сапунов
Иван Георгиев Сапунов е български революционер.

## Биография
Роден е около 1844 година в Казанлък. Емигрира в Сърбия. Сподвижник е на Панайот Хитов и участник в четата му през 1867 година. През пролетта на 1876 г. е изпратен от Панайот Хитов в Румъния, за да се свърже с българската емиграция. След Освобождението е чиновник. Умира на 9 юни 1911 година в Айтос.